# جمیکا (آیووا)
جمیکا (به انگلیسی: Jamaica) شهری در ایالت آیووا کشور ایالات متحده آمریکا است که جمعیت آن در سرشماری سال ۲۰۱۰ میلادی، ۲۲۴ نفر بوده‌است.